# Prionocornis
Prionocornis is een kevergeslacht uit de familie van de boktorren (Cerambycidae). De wetenschappelijke naam van het geslacht werd voor het eerst geldig gepubliceerd in 1928 door Pic.

## Soorten
Prionocornis is monotypisch en omvat slechts de volgende soort:
- Prionocornis latipennis Pic, 1928